# علم الشمائل المحمدية

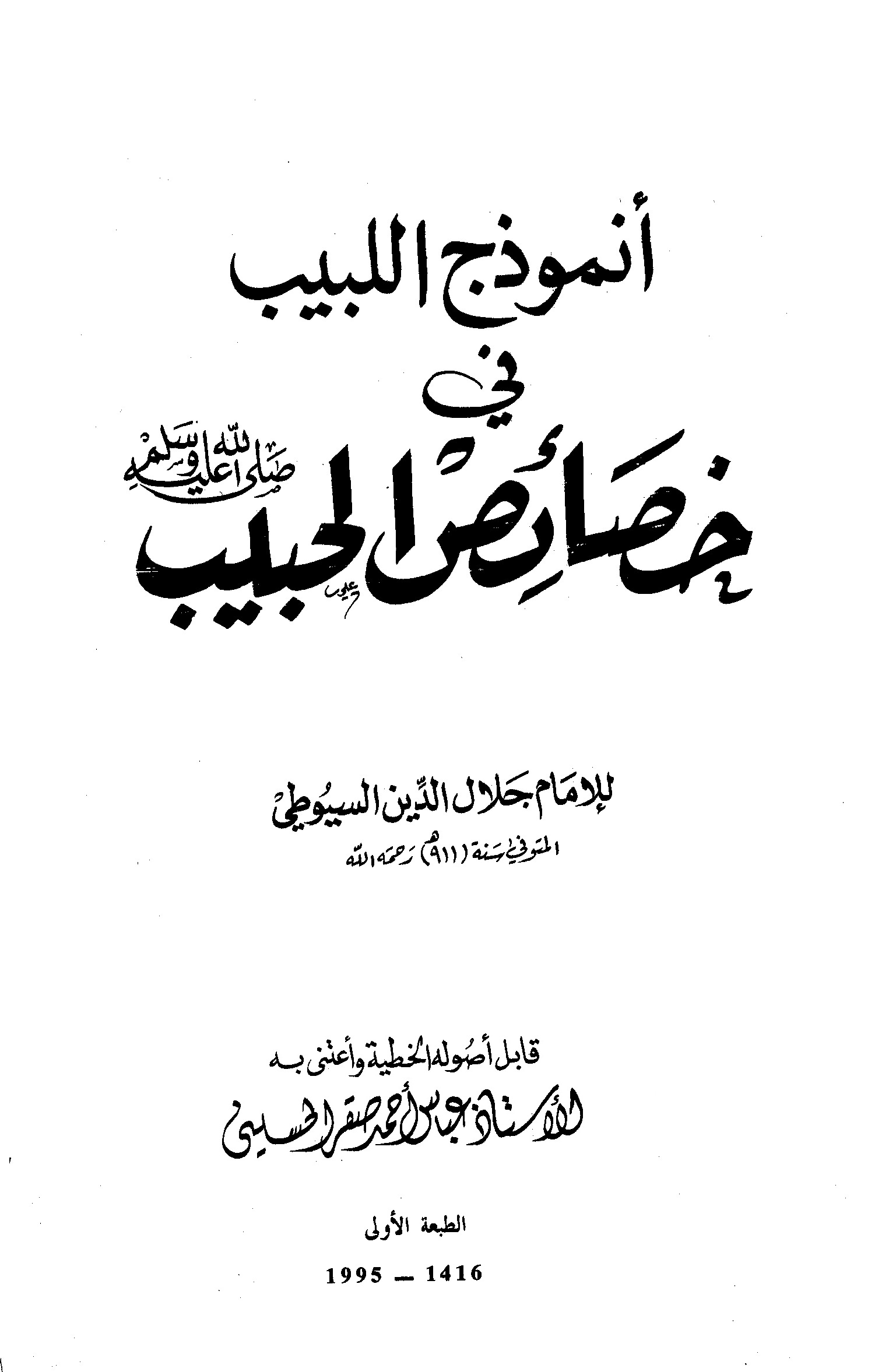
غلاف كتاب "أنموذج اللبيب في خصائص الحبيب" لجلال الدين السيوطي (ت 911هـ).

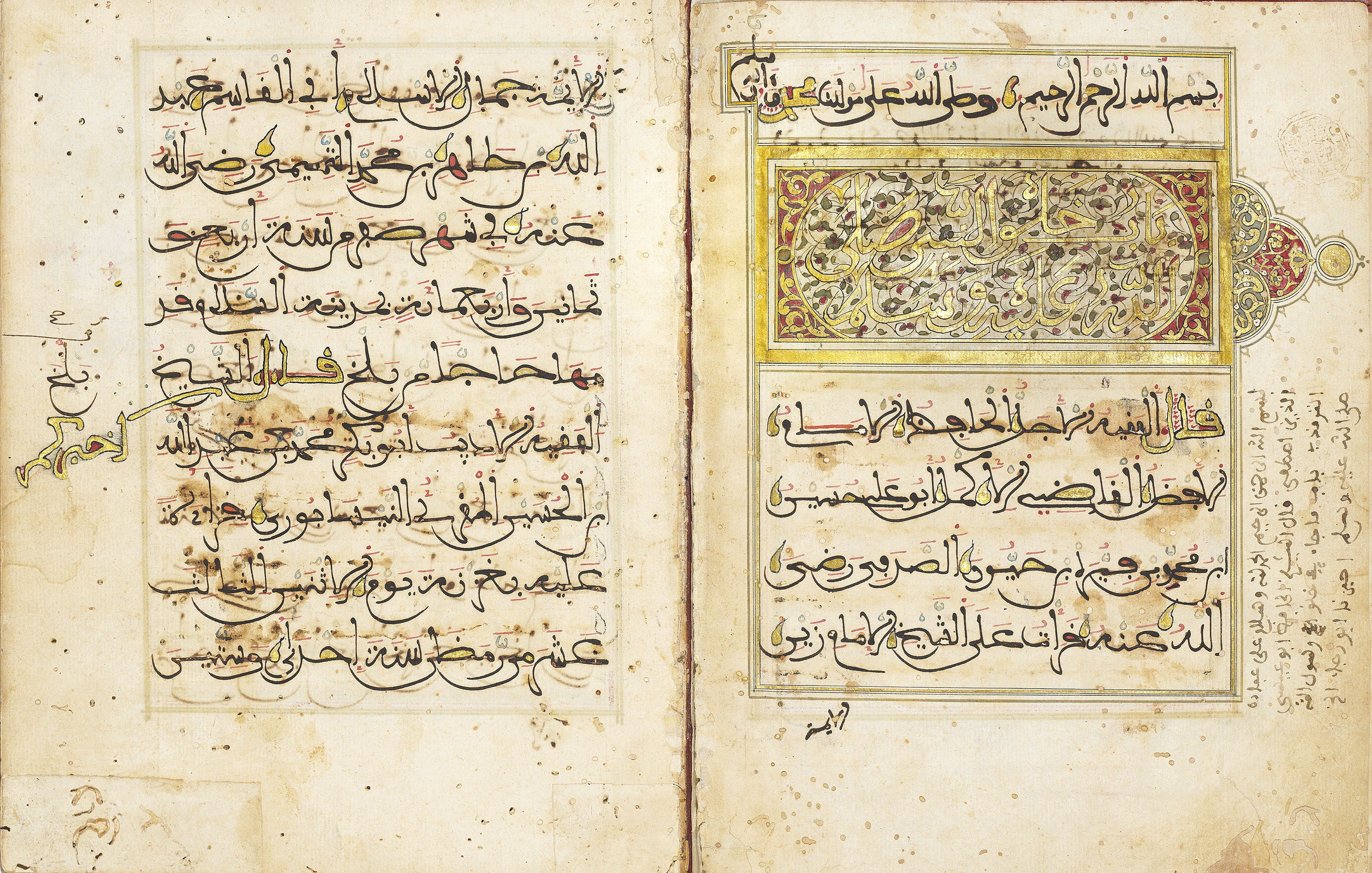
مخطوطة مزخرفة من أوائل القرن الثامن عشر للشمائل المحمدية منسوخة بالخط المغربي بفاس.

علم الشمائل المحمدية، هو أحد العلوم الإسلامية والذي يهتم بذكر كلّ الجوانب المتعلقة بنبي الله محمد بن عبد الله ويشمل ذلك الحديث عن أخلاقه، وهديه، وعبادته، وذكر أوصافه الخَلْقية (الشكلية)، وسيرته. وقد اهتمّ المسلمون ابتداءً من أصحاب النبي محمد وإلى عصرنا الحالي بتناقل هذه الأخبار وتداولها، وتعليمها للنّاس، خصوصاً الأطفال، وقد ورد عن سعد بن أبي وقاص أنّه قال: «كنا نعلم أولادنا مغازي رسول الله كما نعلمهم السورة من القرآن».

## فوائد دراسة علم الشمائل
ذكر علماء المسلمين فوائد عديدة تعود على دارس علم الشمائل، منها:
- أنّها سبب في محبّة النبي محمد، فعنه أنّه قال: «أدبوا أولادكم على ثلاث خصال، حبِّ نبيكم، وحبِّ آل بيته، وتلاوة القرآن».
- أنّها معرفتها سبب في اتّباع النبي محمد والذي هو عند المسلمين أحد الفروض المهمّة.
- أنّها سبب في زيادة الإيمان.

## أشهر كتب الشمائل
- «صفة النبي صلى الله عليه وسلم» لأبي البختري وهب بن وهب الأسدى (ت200هـ).
- «صفة النبي صلى الله عليه وسلم» لأبي الحسن، علي بن محمد المدائني (ت224هـ).
- «صفة أخلاق النبي صلى الله عليه وسلم» لداود بن علي الأصبهاني (ت270هـ).
- «الشمائل النبوية والخصائص المصطفوية» للحافظ الترمذي (ت279هـ).
- «أخلاق النبي وآدابه» للشيخ عبد الله بن محمد بن حيان الأصبهاني (ت369هـ).
- «شرف المصطفى» لأبي سعيد عبد الملك بن محمد النيسابوري (ت406هـ).
- «شمائل النبي» لأبي العباس المستغفري (ت432هـ).
- «الشفا بتعريف حقوق المصطفى» للقاضي عياض (ت544هـ).
- «الوفاء بأحوال المصطفى» لابن الجوزي (ت597هـ).
- «شمائل الرسول ودلائل نبوته وخصائصه» لابن كثير (ت774هـ).
- «مناهل الصفا في تخريج أحاديث الشفا» للحافظ السيوطي (ت911هـ).
- «أنموذج اللبيب في خصائص الحبيب» لجلال الدين السيوطي (ت 911هـ).
- «أشرف الوسائل إلى فهم الشمائل» لابن حجر الهيتمي (ت 974هـ).
- «شرح الشفا» لعلي القاري (ت1014هـ).
- «نسيم الرياض في شرح الشفا للقاضي عياض» لشهاب الدين أحمد الخفاجي (ت1069هـ).

## وصلات خارجية
- موقع الحبيب علي الجفري - دروس وخطب: علم الشمائل المحمدية نسخة محفوظة 8 أغسطس 2011 على موقع واي باك مشين..